# Sunnemo
Sunnemo è un'area urbana della Svezia situata nel comune di Hagfors, contea di Värmland.
La popolazione rilevata nel censimento 2010 era di 241 abitanti .